# 분데스리가 1969-70
푸스볼-분데스리가 1969-70은 서독의 축구 1부리그인 푸스볼-분데스리가의 7번째 시즌이다. 이 시즌은 1969년 8월 16일에 시작되어 1970년 6월 7일에 종료되었다. 바이에른 뮌헨은 전 시즌 챔피언이었다.

## 대회 형식
리그의 각 팀들은 다른 팀들을 상대로 각 두 번씩, 즉 홈경기 한 번, 원정 경기 한 번씩을 치르게 된다. 경기에서 승리 시 승점 2점을 받으며, 무승부를 거둘 경우 승점 1점을 챙길 수 있다. 두 팀 이상이 승점에서 동률을 이룰 경우, 이들간의 순위는 골득실로 결정되며, 그래도 동률이면 다득점으로 결정된다. 시즌이 끝나고, 가장 많은 승점을 획득한 팀이 우승을 거두게 되며, 반대로 승점이 가장 적은 두 팀은 각 연고지의 레기오날리가 (2부리그) 로 강등된다.

## 1968-69 시즌으로부터의 팀 변경
뉘른베르크와 오펜바흐는 최하위 두 자리를 가져감에 따라 레기오날리가로 강등되었다. 그들의 자리는 플레이오프 조 승자들인 에센과 오버하우젠이 가져갔다.

## 시즌 요약
1969-70 시즌에는 묀헨글라트바흐가 그들의 첫 타이틀을 가져갔다. 묀헨글라트바흐의 성공의 열쇠는 전 시즌에 비해 상당히 개선된 수비에 있었다. 묀헨글라트바흐는 바이에른 뮌헨이 주포 게르트 뮐러가 38골로 득점 신기록을 경신하는데도 불구하고, 타이틀 보유자를 따돌리는데 성공하였다.
반대로 하위권에서는 1860 뮌헨과 아헨이 강등을 당하였다. 1860 뮌헨은 주축 선수를 재정난으로 인해 매각하고, 유망주로 공백을 메워야 했다. 그러나, 이 유망주들은 분데스리가 평균의 기량에 못미쳤고, 그에 따라 강등을 피할 수 없었다. 한편, 아헨은 1860 뮌헨측보다도 더 끔찍한 한해를 보냈다. 지난 시즌인 1968-69 시즌에 준우승을 했던 아헨은, 꾸준한 기량을 보이는데 실패하였고 시즌을 최하위로 마감하였다.
이 시즌은 겨울에 혹한이 닥쳤던 시즌으로도 평가되고 있다. 1970년의 1월부터 4월까지 계획된 경기들 중 45경기가 피치가 어는 것과 같은 문제들로 인해 연기되었다. 이중 1970년 1월 10일에 계획된 9경기 전체, 즉 한라운드의 전체 경기 계획이 지연되었다. 그 결과 많은 팀들은 일정 문제에 부딪쳤다. 이 시즌은 1970년 여름에 멕시코에서 열릴 FIFA 월드컵은 그 문제를 가중시켰고, 결국 대회가 시작하기 3주 전에서야 시즌의 모든 일정을 종료시킬 수 있었다. 결국, 32라운드가 종료된 시점에서야 본래 정상의 일정을 되찾았다.
이 시즌에 일어난 가장 놀라운 이변으로는 레기오날리가의 오펜바흐가 DFB-포칼을 우승한 것이다. (오펜바흐는 결승전이 시작되기 전 다음 시즌의 분데스리가 승격이 확정되었었다.) 도르트문트와 샬케 04간의 라이벌 경기에서 샬케 선수 프리델 라우슈는 저먼 셰퍼드에게 물렸다. 이 개는 본래 도르트문트 홈구장인 로트 에르트 슈타디온의 사이드라인 바로 앞쪽까지 웅집한 관중들의 과격한 행동을 제지하기 위한 경찰의 개였던 것으로 밝혀졌다.

## 참가 팀
| 구단             | 위치                 | 홈구장                   | 수용 인원 |
| ---------------- | -------------------- | ------------------------ | --------- |
| 도르트문트       | 도르트문트           | 로트 에르트 슈타디온     | 30,000    |
| 뒤스부르크       | 뒤스부르크           | 베다우슈타디온           | 38,500    |
| 묀헨글라트바흐   | 묀헨글라트바흐       | 뵈켈베르크 슈타디온      | 34,500    |
| 1860 뮌헨        | 뮌헨                 | 그륀발데어 슈타디온      | 44,300    |
| 바이에른 뮌헨    | 뮌헨                 | 그륀발데어 슈타디온      | 44,300    |
| 브라운슈바이크   | 브라운슈바이크       | 아인트라흐트슈타디온     | 38,000    |
| 베르더 브레멘    | 브레멘               | 베저슈타디온             | 32,000    |
| 샬케 04          | 겔젠키르헨           | 글뤼카우프-캄프반 경기장 | 35,000    |
| 슈투트가르트     | 슈투트가르트         | 네카어슈타디온           | 53,000    |
| 아헨             | 아헨                 | 올드 티볼리              | 30,000    |
| 에센             | 에센                 | 게오르크-멜헤스-슈타디온 | 40,000    |
| 오버하우젠       | 오버하우젠           | 니더라인슈타디온         | 30,000    |
| 카이저슬라우테른 | 카이저슬라우테른     | 베첸베르크 슈타디온      | 42,000    |
| 쾰른             | 쾰른                 | 뮌게르스도퍼슈타디온     | 76,000    |
| SGE 프랑크푸르트 | 프랑크푸르트 암 마인 | 발트슈타디온             | 87,000    |
| 하노버 96        | 하노버               | 니더작센슈타디온         | 86,000    |
| 함부르크         | 함부르크             | 폴크스파르크슈타디온     | 80,000    |
| 헤르타 BSC       | 베를린               | 베를린 올림픽 스타디움   | 100,000   |

- 지도 참고:
  - DOR = 도르트문트; DUI = 뒤스부르크; MGL = 묀헨글라트바흐; S04 = 샬케 04; AAC = 아헨; ESS = 에센; OBH = 오버하우젠; KÖL = 쾰른

## 리그 순위
| 순위 | 팀                 | 경기 | 승 | 무 | 패 | 득 | 실 | 차  | 승점 | 참가 및 강등               |
| ---- | ------------------ | ---- | -- | -- | -- | -- | -- | --- | ---- | -------------------------- |
| 1    | 묀헨글라트바흐 (C) | 34   | 23 | 5  | 6  | 71 | 29 | +42 | 51   | 유러피언컵 1970-71 1라운드 |
| 2    | 바이에른 뮌헨      | 34   | 21 | 5  | 8  | 88 | 37 | +51 | 47   |                            |
| 3    | 헤르타 BSC         | 34   | 20 | 5  | 9  | 67 | 41 | +26 | 45   |                            |
| 4    | 쾰른               | 34   | 20 | 3  | 11 | 83 | 38 | +45 | 43   |                            |
| 5    | 도르트문트         | 34   | 14 | 8  | 12 | 60 | 67 | -7  | 36   |                            |
| 6    | 함부르크           | 34   | 12 | 11 | 11 | 57 | 54 | +3  | 35   |                            |
| 7    | 슈투트가르트       | 34   | 14 | 7  | 13 | 59 | 62 | -3  | 35   |                            |
| 8    | SGE 프랑크푸르트   | 34   | 12 | 10 | 12 | 54 | 54 | 0   | 34   |                            |
| 9    | 샬케 04            | 34   | 11 | 12 | 11 | 43 | 54 | -11 | 34   |                            |
| 10   | 카이저슬라우테른   | 34   | 10 | 12 | 12 | 44 | 55 | -11 | 32   |                            |
| 11   | 베르더 브레멘      | 34   | 10 | 11 | 13 | 38 | 47 | -9  | 31   |                            |
| 12   | 에센               | 34   | 8  | 15 | 11 | 41 | 54 | -13 | 31   |                            |
| 13   | 하노버 96          | 34   | 11 | 8  | 15 | 49 | 61 | -12 | 30   |                            |
| 14   | 오버하우젠         | 34   | 11 | 7  | 16 | 50 | 62 | -12 | 29   |                            |
| 15   | 뒤스부르크         | 34   | 9  | 11 | 14 | 35 | 48 | -13 | 29   |                            |
| 16   | 브라운슈바이크     | 34   | 9  | 10 | 15 | 40 | 49 | -9  | 28   |                            |
| 17   | 1860 뮌헨 (R)      | 34   | 9  | 7  | 18 | 41 | 56 | -15 | 25   | 레기오날리가로 강등        |
| 18   | 아헨 (R)           | 34   | 5  | 7  | 22 | 31 | 83 | -52 | 17   | 레기오날리가로 강등        |

출처: (독일어) www.dfb.de 

순위 결정 우선순위는 다음에 의해 결정된다: 1) 승점; 2) 골득실; 3) 다득점 

(C) = 우승; (R) = 강등; (P) = 승격; (O) = 플레이오프 승자; (A) = 다음 라운드 진출 

시즌이 종료되지 않았을때에만 다음을 사용: 

(Q) = 해당 라운드 진출; (TQ) = 토너먼트 진출, 그러나 진출 라운드 미정; (DQ) = 진출 무효

## 결과
| 홈\원정1            | AAC | BSC | BRS | BRE | DOR | DUI | ESS | FRA | HAM | H96 | KAI | KÖL | MGL | M60 | FCB | OBH | S04 | STU |
| ------------------- | --- | --- | --- | --- | --- | --- | --- | --- | --- | --- | --- | --- | --- | --- | --- | --- | --- | --- |
| 아헨                | -   | 2–4 | 1–1 | 0–0 | 3–1 | 3–2 | 0–0 | 2–1 | 0–2 | 1–1 | 1–1 | 1–3 | 0–3 | 0–0 | 1–3 | 2–0 | 1–2 | 4–2 |
| 헤르타 BSC          | 2–1 | -   | 2–0 | 4–1 | 9–1 | 1–0 | 4–0 | 2–0 | 1–0 | 1–1 | 3–0 | 1–0 | 1–1 | 4–2 | 0–4 | 1–0 | 3–0 | 3–1 |
| 브라운슈바이크      | 3–0 | 1–2 | -   | 1–2 | 1–1 | 2–1 | 0–0 | 3–1 | 3–0 | 1–1 | 1–0 | 1–2 | 0–1 | 2–2 | 0–4 | 0–4 | 3–0 | 1–0 |
| 베르더 브레멘       | 4–1 | 1–0 | 0–1 | -   | 1–3 | 0–0 | 2–1 | 3–2 | 1–1 | 1–0 | 3–2 | 2–1 | 0–0 | 1–1 | 1–0 | 1–1 | 0–1 | 1–1 |
| 보루시아 도르트문트 | 3–1 | 0–0 | 2–2 | 2–1 | -   | 3–1 | 4–1 | 2–1 | 2–1 | 2–1 | 5–1 | 1–0 | 2–1 | 3–1 | 1–3 | 3–2 | 1–1 | 0–0 |
| 뒤스부르크          | 2–1 | 1–3 | 1–0 | 1–1 | 0–1 | -   | 0–1 | 1–1 | 0–0 | 1–0 | 0–0 | 1–1 | 0–1 | 2–1 | 4–2 | 2–1 | 2–0 | 1–1 |
| 에센                | 2–0 | 5–2 | 1–1 | 3–2 | 3–3 | 0–0 | -   | 1–1 | 2–2 | 1–0 | 1–1 | 0–0 | 1–0 | 3–0 | 1–1 | 1–0 | 1–1 | 3–3 |
| SGE 프랑크푸르트    | 6–2 | 1–1 | 0–0 | 2–1 | 2–0 | 0–1 | 2–1 | -   | 2–2 | 3–3 | 2–1 | 0–0 | 1–2 | 4–3 | 2–1 | 5–1 | 2–1 | 4–0 |
| 함부르크            | 4–1 | 1–0 | 3–3 | 2–2 | 4–3 | 4–1 | 1–0 | 5–1 | -   | 2–0 | 2–1 | 2–5 | 1–3 | 0–1 | 1–3 | 2–1 | 1–1 | 1–3 |
| 하노버 96           | 5–0 | 2–1 | 0–2 | 3–2 | 4–2 | 0–0 | 3–0 | 1–1 | 1–1 | -   | 4–2 | 3–4 | 1–0 | 3–1 | 0–1 | 2–1 | 3–1 | 2–0 |
| 카이저슬라우테른    | 3–1 | 1–0 | 2–0 | 1–0 | 2–2 | 0–2 | 0–0 | 2–0 | 1–1 | 5–2 | -   | 3–2 | 1–4 | 3–2 | 0–0 | 0–0 | 1–1 | 3–2 |
| 쾰른                | 3–0 | 5–1 | 3–2 | 3–0 | 5–2 | 6–2 | 5–2 | 1–2 | 3–0 | 5–0 | 6–1 | -   | 0–1 | 2–1 | 0–2 | 0–1 | 8–0 | 3–1 |
| 묀헨글라트바흐      | 5–1 | 1–1 | 1–0 | 1–0 | 4–2 | 4–1 | 2–1 | 1–2 | 4–3 | 5–0 | 1–1 | 2–0 | -   | 3–1 | 2–1 | 6–1 | 2–0 | 3–0 |
| 1860 뮌헨           | 0–0 | 2–2 | 1–0 | 0–1 | 3–0 | 2–2 | 0–0 | 1–1 | 0–2 | 3–0 | 0–1 | 1–0 | 0–3 | -   | 2–1 | 4–1 | 0–2 | 4–1 |
| 바이에른 뮌헨       | 6–0 | 1–2 | 5–1 | 4–1 | 3–0 | 2–0 | 4–0 | 2–1 | 2–1 | 7–2 | 1–1 | 1–2 | 1–0 | 2–0 | -   | 6–2 | 6–0 | 1–2 |
| 오버하우젠          | 1–0 | 3–1 | 2–1 | 3–1 | 2–1 | 2–0 | 1–1 | 3–1 | 1–3 | 0–0 | 0–0 | 0–2 | 3–4 | 3–0 | 3–3 | -   | 0–3 | 3–0 |
| 샬케 04             | 3–0 | 1–3 | 1–1 | 0–0 | 1–1 | 0–0 | 5–3 | 0–0 | 1–1 | 2–0 | 4–2 | 1–0 | 2–0 | 3–1 | 2–2 | 2–2 | -   | 1–2 |
| 슈투트가르트        | 5–0 | 1–4 | 3–2 | 1–1 | 2–1 | 4–3 | 4–1 | 4–0 | 1–1 | 2–1 | 2–1 | 0–3 | 0–0 | 3–1 | 2–3 | 4–2 | 2–0 | -   |

출처: (독일어) www.dfb.de 

1 홈팀은 왼쪽 열의 팀이다. 

청색은 홈팀 승리를, 홍색은 원정팀 승리를, 황색은 무승부를 의미

## 득점 집계
38골
- 게르트 뮐러 (바이에른 뮌헨)

20골
- 베르너 바이스트 (도르트문트)

19골
- 클라우스 피셔 (1860 뮌헨)
- 헤어베어트 라우멘 (묀헨글라트바흐)
- 요하네스 뢰어 (쾰른)

17골
- 우베 젤러 (함부르크)

16골
- 베른트 루프 (쾰른)

15골
- 프란츠 브룽스 (헤르타 BSC)
- 후고 다우즈만 (오버하우젠)

13골
- 볼프강 가예어 (헤르타 BSC)
- 로렌츠 호어 (헤르타 BSC)

## 챔피언 스쿼드
| 보루시아 묀헨글라트바흐 |
| 골키퍼: 볼프강 클레프 (34); 폴케어 다네어 (1). 수비수: 베르티 포크츠 (34 / 5); 클라우스-디터 질로프 (33 / 3); 루트비히 뮐러 (33 / 1); 하트비히 블라이디크 (28 / 2); 게어트 치머만 (6); 에어빈 슈핀레어 (2). 미드필더: 페터 디트리히 (33 / 5); 귄터 네처 (29 / 6); 빈프리트 셰퍼 (26 / 2). 공격수: 헤어베어트 라우멘 (34 / 19); 호르스트 쾨펠 (34 / 9); 헤르베르트 비머 (30 / 6); 울릭 르 파브르 (29 / 8); 베르너 카이저 (10 / 4); 페터 크라케 (2); 페터 마여 (1). (괄호 안은 경기 출장 횟수 / 득점 횟수를 나타낸 것임) 감독: 헤네스 바이스바일러. 명단에 있지만 출장 기록이 없는 선수: 하인츠 코흐; 하인츠 비트만. |

## 같이 보기
- DFB-포칼 1969-70